# 団地妻は、わけあってヤリました。
『団地妻は、わけあってヤリました。』（だんちづまは、わけあってヤリました。）は、2019年3月25日からFANZAで配信された日本の配信ドラマ、オリジナルビデオ作品である。2019年4月19日よりリバプールよりパッケージ販売。

## 概要
『ネトラセラレ』に続くリバプール・男の週末レーベル作品として制作。監督は前作と同じ仁同正明。前作で男性主演を務めた岩崎う大が脚本を担当する。
主演に戸田真琴を迎え、他の団地妻として川上奈々美、大槻ひびきを配置。篠原正明、濱津隆之といった俳優陣が脇を固める。
昭和を感じさせる「団地妻」の文言であるが、公式サイトアドレスが「nikkatsu/danchiduma/」であるように日活ロマンポルノ・団地妻シリーズにオマージュをささげた一作となっている。

## あらすじ
団地という場所で談笑に花を咲かせる「団地妻」たち。表向きは平和な夫婦を演じているが、それぞれが胸の内に問題を抱えていた。重ねる浮気と不貞。三者三様に絡む妻たちはどこへ向かうのか。

## 出演者
華
演 - 戸田真琴
団地に住む若妻。旦那との晩酌が日課。仲睦まじく見えるが1年前に浮気されたことで心の底には夫への不信感を募らせており、いつもは笑顔だが激昂するとべらんめえ口調になる。
演じる戸田は独白の形でナレーションも担当。
有紀子
演 - 川上奈々美
仕方なく団地に住む大人しい妻。毎日階段の掃除をしている。
茜
演 - 大槻ひびき
団地に長く住む妻。妻たちにディープフェラの授業をする。売春しているのではないかと団地中で噂になっている。
華の夫
演 - 篠原正明
仲睦まじい夫。実はバイセクシャルであり1年前に10歳上の男性と浮気をしていた。
ゲイの内装屋
演 - しみけん
有紀子の勤務する会社の先輩。女言葉を操るゲイ。イケメンのお尻に目がない。
有紀子の夫
演 - 平井“ファラオ”光
妻と結婚するまで性経験がない夫。髭と眼鏡がトレードマークで、学者肌の落ち着き払った性格。職業不明ながら基本はスーツ姿である。
茜の夫
演 - 濱津隆之
常にスマホを操作する夫。妻との仲は冷え切っている。いつもアロハシャツと短パン。

## 音楽

### 主題歌
- 「快楽論」作詞・作曲・歌：工藤ちゃん

## スタッフ
- 監督：仁同正明
- 脚本：岩崎う大
- プロデューサー：佐藤宙至
- 撮影監督：田邊顕司（JSC）
- 録音：渡辺健一
- スタイリスト：SUNNY-Y
- ヘアメイク：AURA
- 助監督：耳井啓明、西貴人、増田秀郎
- 編集：耳井啓明
- 撮影照明機材協力：SAIRO
- プロモーション協力：FANZA
- 制作：虹
- 製作著作：リバプール